# Vuelta a Aragua 2011
La 15ª edición de la Vuelta a Aragua se disputó desde el 30 de junio hasta el 3 de julio, con punto de inicio y final en Maracay, recorriendo un total aproximado de 480 km repartidos en 4 etapas.
El lugar de salida será inédito en el 2011, ya que estará situado en San Juan De Los Morros; mientras que una de las etapas más coloridas la de Ocumare de la costa fue descartada para el trazado de este año.

## Equipos participantes

### Selección de equipos
Por primera vez en la vuelta el estado Aragua contó con la participación de dos equipos locales.
Esta edición fue homenaje al ciclista aragüeño Armando Blanco primer oriundo del estado Aragua en ganar la Vuelta a Venezuela.

### Equipos y líderes
| Equipo                                              | Cód. | Estado            | Jefe de filas                          |
| --------------------------------------------------- | ---- | ----------------- | -------------------------------------- |
| Mister Bike-Lumig                                   | MBL  | Aragua            | Manuel Guevara Antonio Guzmán          |
| Laboratorio de las Bicicletas-Boutique del Ciclismo | LBC  | Aragua            | ???                                    |
| Gobernación del Zulia                               | GZU  | Zulia             | José Rujano Manuel Medina Gil Cordobés |
| Alcaldía de Maracaibo                               | ACM  | Zulia             | ???                                    |
| Lotería del Táchira                                 | LOT  | Táchira           | José Chacón                            |
| Kino Táchira                                        | KINO | Táchira           | ???                                    |
| Alcaldía Bolivariana de Valencia                    | VAL  | Carabobo          | ???                                    |
| Gobierno de Carabobo                                | CAR  | Carabobo          | Máximo Rojas                           |
| Bono del Ciclismo de Colombia                       | BCC  | Colombia          | ???                                    |
| Fundación Vicente Laguna                            | FVL  | Trujillo          | ???                                    |
| Alcaldía de Valera                                  | ADV  | Trujillo          | Carlos Ochoa                           |
| Club Ruteros de Monagas                             | CRM  | Monagas           | ???                                    |
| Cojedes                                             | COJ  | Cojedes           | ???                                    |
| Barinas                                             | BAR  | Barinas           | ???                                    |
| Miranda                                             | MIR  | Miranda           | ???                                    |
| Mérida                                              | MER  | Mérida            | ???                                    |
| Estado Anzoátegui                                   | ANZ  | Estado Anzoátegui | ???                                    |
| Nueva Esparta                                       | NUE  | Nueva Esparta     | ???                                    |

## Recorrido
Este año la Vuelta a Aragua visitara el mayor número de poblaciones del estado.
Como de costumbre iniciara y culminara en Maracay, recorriendo las carreteras del estados a través de las siguientes poblaciones:
- San Mateo
- La Victoria
- Palo Negro
- El Limón
- San Casimiro
- San Sebastián
- Turmero
- Las Tejerías
- Cagua
- Barbacoas
- Villa de Cura

## Etapas
| Etapa | Fecha       | Recorrido                | Km. | Ganador         | Líder           |
| 1.ª   | 30 de junio | Maracay-Turmero          | 79  | Arthur García   | Arthur García   |
| 2.ª   | 1 de julio  | Camatagua-San Sebastián  | 161 | Honorio Machado | Honorio Machado |
| 3.ª   | 2 de julio  | Las Tejerías-La Victoria | 143 | José Chacón     | Honorio Machado |
| 4.ª   | 3 de julio  | Circuito en Maracay      | 90  | Honorio Machado | Honorio Machado |
|       |             | Total                    | 473 |                 |                 |

## Clasificaciones finales

### Clasificación general - Maillot amarillo
| Posición | Corredor        | Equipo                | Tiempo      |
| -------- | --------------- | --------------------- | ----------- |
|          | Honorio Machado | Indeval Valencia      | 10h 09' 28" |
| 2        | Miguel Ubeto    | Lotería del Táchira   | + 5"        |
| 3        | Gil Cordoves    | Gobernación del Zulia | + 6"        |

### Clasificación por puntos - Maillot verde
| Posición | Corredor        | Equipo                | Puntos |
| -------- | --------------- | --------------------- | ------ |
|          | Honorio Machado | Indeval Valencia      | ??     |
| 2        | Miguel Ubeto    | Lotería del Táchira   | ??     |
| 3        | Gil Cordoves    | Gobernación del Zulia | ??     |

### Clasificación de los jóvenes - Maillot blanco
| Posición | Corredor       | Equipo                            | Tiempo |
| -------- | -------------- | --------------------------------- | ------ |
|          | Xavier Quevedo | Fundación Nelson Cabrera Trujillo | ???    |

### Clasificación de los Aragueños - Maillot rojo
| Posición | Corredor       | Equipo            | Tiempo |
| -------- | -------------- | ----------------- | ------ |
|          | Manuel Guevara | Team Lumig Aragua | ???    |

### Clasificación por equipos
| Posición | Equipo                            | Tiempo |
| -------- | --------------------------------- | ------ |
|          | Lotería del Táchira               | "      |
| 2        | Fundación Nelson Cabrera Trujillo | "      |
| 3        | Indeval Valencia                  | "      |

## Evolución de las clasificaciones
| Etapa (Vencedor)            | Clasificación general Maillot Amarillo | Clasificación de Aragueños Maillot Rojo | Clasificación por puntos Maillot Verde | Clasificación de los jóvenes Maillot Blanco | Clasificación por equipos |
| --------------------------- | -------------------------------------- | --------------------------------------- | -------------------------------------- | ------------------------------------------- | ------------------------- |
| 1.ª etapa (Arthur García)   | Arthur García                          | ???                                     | Arthur García                          | Xavier Quevedor                             | Lotería del Táchira       |
| 2.ª etapa (Honorio Machado) | Honorio Machado                        | Manuel Guevara                          | Miguel Ubeto                           | Xavier Quevedor                             | Lotería del Táchira       |
| 3.ª etapa (Jose Chacon)     | Honorio Machado                        | Manuel Guevara                          | Honorio Machado                        | Xavier Quevedor                             | Lotería del Táchira       |
| 4.ª etapa (Honorio Machado) | Honorio Machado                        | Manuel Guevara                          | Honorio Machado                        | Xavier Quevedor                             | Lotería del Táchira       |
| Final                       | Honorio Machado                        | Manuel Guevara                          | Honorio Machado                        | Xavier Quevedor                             | Lotería del Táchira       |